# 岡山市立甲浦小学校
岡山市立甲浦小学校（おかやましりつ こううらしょうがっこう）は、岡山県岡山市南区飽浦 (あくら)にある小学校。

## 概要
岡山市の南の端、児島半島の小学校で児童数は市内の他の小学校に比べて少ないが、赤木自然林、飽浦海岸と学校近辺が山や海に囲まれており、校外授業など海や山へ出かけることも多い。また、憩いの庭という小学校の敷地内に豪華な公園のような遊び場がある。平成24年現在、児童数は290人。

## 沿革史
- 1873年（明治6年） - 郡・北浦・飽浦・宮浦の4か村にそれぞれ小学校開設。
- 1889年（明治22年） - 4か村が合併されて甲浦村となる。
- 1890年（明治23年） - 4校が統一されて北浦に尋常甲浦小学校として設置。
- 1894年（明治27年） - 甲浦尋常小学校と改称。
- 1896年（明治29年） - 飽浦に校舎新築移転。
- 1900年（明治33年） - 高等科を合併して甲浦尋常高等小学校と改称。
- 1922年（大正11年） - 学制発布50周年記念式挙行、記念文庫設置。
- 1926年（大正15年） - 電話架設（甲浦5番）。
- 1935年（昭和10年） - 現在地に校舎新築移転、校舎落成式挙行。
- 1941年（昭和16年） - 甲浦国民学校と改称。
- 1947年（昭和22年） - 高等科が中学校として独立、甲浦村立甲浦小学校と改称、奨学会設立。
- 1949年（昭和24年） - PTA設立。
- 1952年（昭和27年） - 岡山市に編入、岡山市立甲浦小学校と改称。
- 1953年（昭和28年） - 校歌制定・創立80周年記念式挙行。
- 1961年（昭和36年） - ソニー賞受賞。
- 1963年（昭和38年） - 創立90周年記念式挙行。
- 1965年（昭和40年） - プール竣工。
- 1971年（昭和46年） - 養護学級設置。
- 1973年（昭和48年） - 第1期工事竣工、創立100周年記念式挙行。
- 1974年（昭和49年） - 第2期工事竣工。
- 1975年（昭和50年） - 体育館竣工。
- 1977年（昭和52年） - 第3期工事竣工。
- 1979年（昭和54年） - 赤木自然林山開き。
- 1983年（昭和58年） - 新校舎第4期工事竣工（旧校舎が姿を消す）、庭園（憩いの庭）完成。
- 1986年（昭和61年） - プール改修工事完成（小学校プールとなる）。
- 1988年（昭和63年） - 2階、3階廊下北側転落防止手すり設置。
- 1989年（平成元年） - 校舎側防球ネット張り替え。
- 1990年（平成2年） - 岡山市活力ある学校・園づくり研究校となる、校舎北側出入口新設。
- 1991年（平成3年） - 岡山市活力ある学校・園づくり研究発表会、国旗掲揚台、百葉箱新設、飼育舎改築。
- 1992年（平成4年） - 養護学級全面改修工事完成、図書室移転、照明灯設置、バスケットコート防球ネット設置。
- 1993年（平成5年） - 創立120周年記念式挙行、時計塔設置。
- 1994年（平成6年） - ブランコ、防球ネット完成。
- 1995年（平成7年） - ジャングルジム、バックネット、鉄棒新設、 体育館屋根塗装。
- 1996年（平成8年） - 避難用救助袋固定装置設置、渡り廊下塗装。
- 1997年（平成9年） - ローラーすべり台修理、回転シーソー撤去、玄関前排水溝改良工事完了。
- 1998年（平成10年） - プール更衣室・便所・通路改修、鉄筋校舎耐震診断検査。
- 1999年（平成11年） - 体育館照明自動昇降装置設置，3世代交流ふれあいグラウンドゴルフ大会。
- 2000年（平成12年） - 岡山市「新しい学校づくり」推進校。
- 2001年（平成13年） - 岡山市「新しい学校づくり」推進校、図書室、多目的室増築竣工式挙行、校門からの通路、車回し整備。
- 2002年（平成14年） - 校舎改修（職員室他）Bブロック道徳教育研究会。
- 2003年（平成15年） - 創立130周年記念式挙行　タイムカプセル埋設。
- 2004年（平成16年） - Bブロック人権同和教育研修会。
- 2006年（平成18年） - Bブロック特別活動部会・研究発表会（食育）。
- 2008年（平成20年） - 体育館耐震工事，特別支援学級（情緒）新設、校内LAN構築。
- 2009年（平成21年） - デジタルテレビ設置。
- 2010年（平成22年） - 特別支援学級（自閉症・情緒）増設　いこいの庭遊具設置。
- 2011年（平成23年） - 受水槽、高架水槽改修。
- 2012年（平成24年） - 「いきいき学校園づくり」事業　岡山市南区社会科研究会　ユネスコスクール加盟。
- 2013年（平成25年） - 創立140周年記念式挙行。

## 通学区域
- 岡山市南区

・宮浦（みやうら）
・飽浦（あくら）
・北浦（きたうら）
・郡（こおり）

## 通学区域が隣接している学校
- 岡山市立小串小学校
- 玉野市立鉾立小学校
- 玉野市立胸上小学校
- 玉野市立八浜小学校

以下の学校とは、児島湾を挟んで隣接。
- 岡山市立浦安小学校
- 岡山市立南輝小学校
- 岡山市立福島小学校
- 岡山市立操明小学校
- 岡山市立政田小学校